# Президентская кампания Берни Сандерса (2020)
Президентская кампания Берни Сандерса (2020) — избирательная кампания Берни Сандерса, независимого сенатора из штата Вермонт, начавшаяся 19 февраля 2019 года c официального объявления Сандерса. Началу избирательной кампании предшествовали слухи, что Сандерс снова выдвинет свою кандидатуру после того,  как он уступил номинацию Хиллари Клинтон по итогам праймериз 2016 года.
Кампания Сандерса собрала 6 миллионов долларов за первые 24 часа и 10 миллионов за первую неделю. К январю 2020 года Сандерс собрал больше денег, чем любой другой кандидат от Демократической партии.
Берни Сандерс вышел из президентской гонки 8 апреля 2020 года после серии поражений в предварительных выборах.

## Кампания
Президентская кампания 2020 года была второй для Сандерса. В 2016 году он уже выдвигал свою кандидатуру, но уступил Демократическую номинацию Хиллари Клинтон. Победа Сандерса сделала бы его первым президентом США еврейской национальность и самым старым президентом на момент инаугурации.
Берни Сандерс объявил о начале кампании 19 февраля 2019 года на радиостанции Vermont Public Radio. В тот же день, он разослал объявление своим избирателям по электронной почте и дал интервью телеканалу CBS This Morning.

## Политические позиции
Сандерс —  прогрессивный политик, демократический социалист, адвокат за права рабочих. Он поддерживает бесплатное образование, бесплатную медицину и оплачиваемый декретный отпуск в США. Сандерс считает изменение климата серьезной угрозой; в 2019 году он поддержал программу Green New Deal. Сандерс выступал за сокращение военного бюджета и более дипломатический подход во внешней политике.